# Diócesis de Patti
La diócesis de Patti (en latín: Dioecesis Pactensis y en italiano: Diocesi di Patti) es una circunscripción eclesiástica de la Iglesia católica en Italia. Se trata de una diócesis latina, sufragánea de la arquidiócesis de Mesina-Lípari-Santa Lucía del Mela. Desde el 1 de febrero de 2017 su obispo es Guglielmo Giombanco.

## Territorio y organización

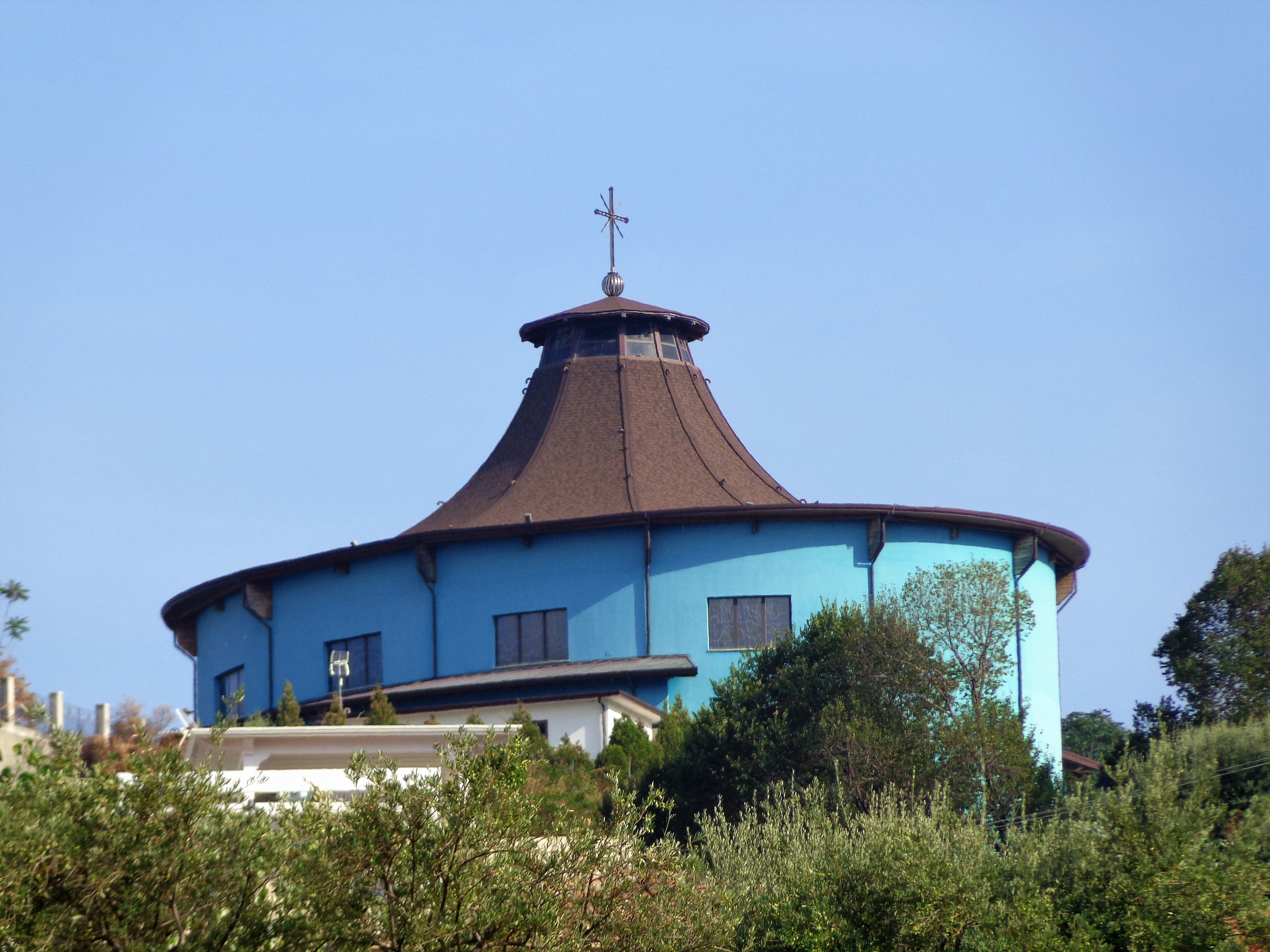
Concatedral de los Santos Mártires del, en Patti

La diócesis tiene 1648 km² y extiende su jurisdicción sobre los fieles católicos de rito latino residentes en parte de la región de Sicilia, comprendiendo 42 comunas de la ciudad metropolitana de Mesina: Patti, Ficarra, San Piero Patti, Sant'Angelo di Brolo, San Teodoro, Ucria, Acquedolci, Alcara Li Fusi, Brolo, Capizzi, Capo d'Orlando, Capri Leone, Caronia, Castel di Lucio, Castell'Umberto, Cesarò, Floresta, Frazzanò, Galati Mamertino, Gioiosa Marea, Librizzi, Longi, Militello Romera, Mirto, Mistretta, Montagnareale, Motta d'Affermo, Naso, Oliveri, Pettineo, Piraino, Raccuja, Reitano, San Fratello, San Marco d'Alunzio, San Salvatore di Fitalia, Sant'Agata di Militello, Santo Stefano di Camastra, Sinagra, Torrenova, Tortorici y Tusa. Límites naturales de la diócesis son la fascia tirrénica que va de Oliveri a Tusa, alrededor de unos 102 kilómetros, y la cadena montañosa Nebrodi. 

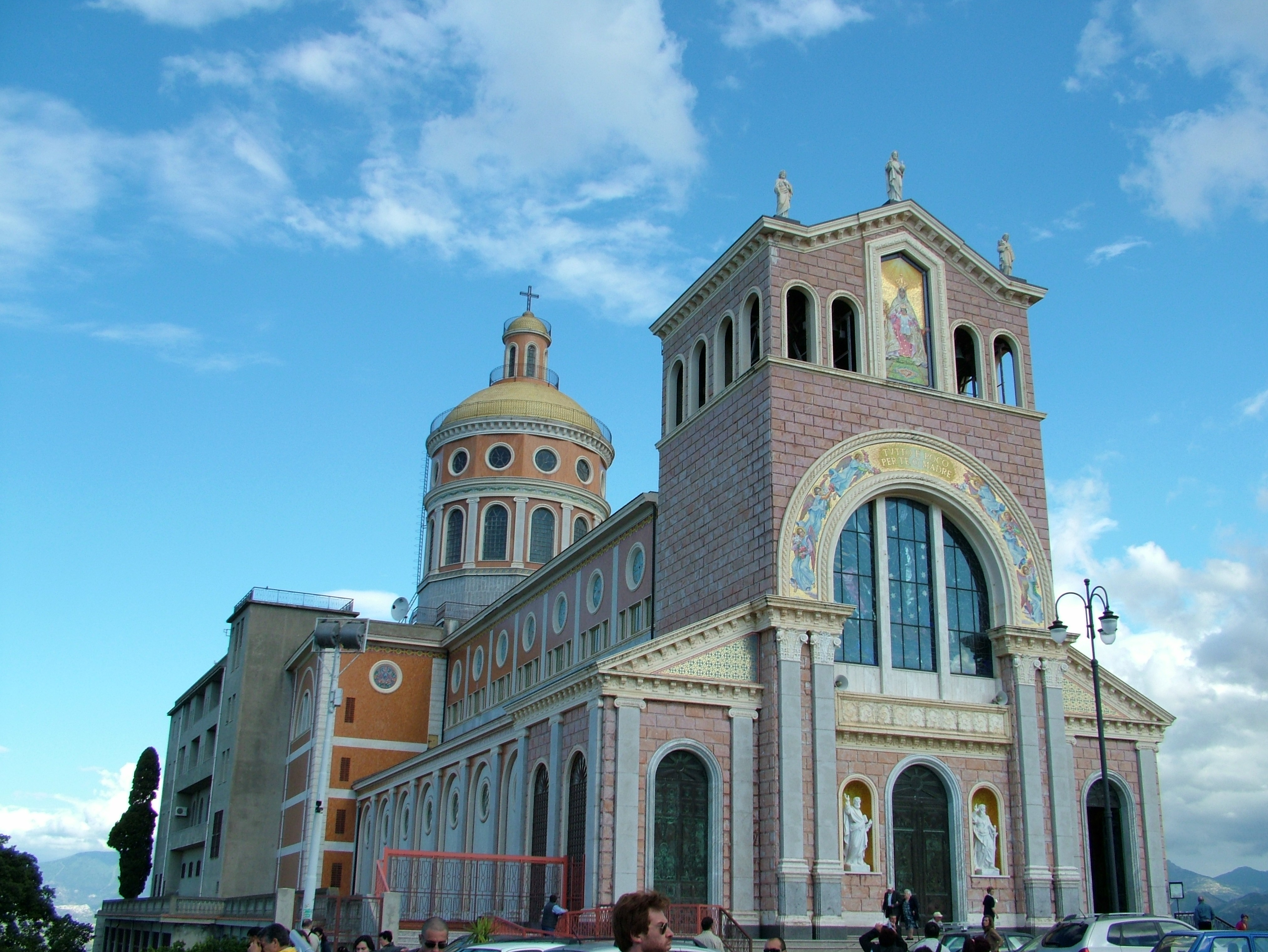
Santuario de la Madonna, en Tindari

La sede de la diócesis se encuentra en la ciudad de Patti, en donde se halla la Catedral basílica de San Bartolomé, un antiguo edificio de una única nave al interior del cual se custodian el simulacro y el reliquiario de santa Febronia. En ella se encuentran además, la tumba en estilo renacimiento de la reina Adelasia del Vasto, esposa del gran conde Roger d'Altavilla. En Patti también se encuentra la Concatedral de los Santos Mártires del Siglo XX, consagrada en el 2012. En el territorio diocesano también se halla el importante santuario mariano de basílica de la Madonna, en Tindari.

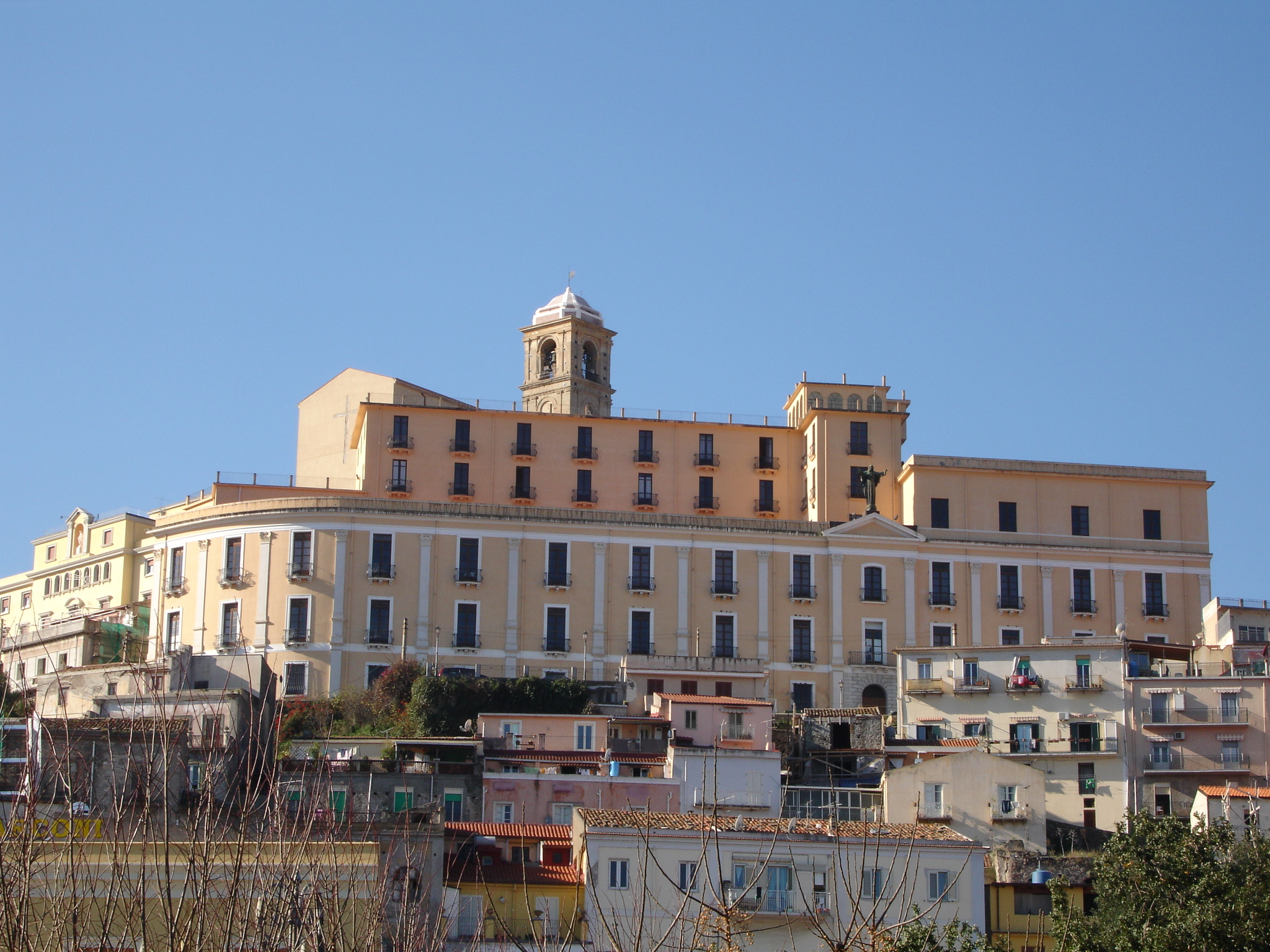
Seminario diocesano

En 2021 en la diócesis existían 84 parroquias agrupadas en 6 vicariatos foráneos:
- Vicariato foráneo de Patti, que comprende las parroquias de Patti, Montagnareale, Oliveri, Gioiosa Marea, San Piero Patti y Librizzi.
- Vicariato foráneo de Brolo, que comprende las parroquias de Brolo, Ficarra, Gioiosa Marea, Piraino, Raccuja, Sant'Angelo di Brolo, Sinagra y Ucria.
- Vicariato foráneo de Capo d'Orlando, que comprende las parroquias de Capo d'Orlando, Castell'Umberto, Naso, San Salvatore di Fitalia y Tortorici.
- Vicariato foráneo de Rocca de Capri Leone, que comprende las parroquias de Capri Leone, Frazzanò, Galati Mamertino, Longi, San Marco d'Alunzio y Torrenova.
- Vicariato foráneo de Sant'Agata di Militello, que comprende las parroquias de Sant'Agata di Militello, Acquedolci, Alcara Li Fusi, Cesarò, Militello Romero, San Fratelloy San Teodoro.
- Vicariato foráneo de Santo Stefano di Camastra, que comprende las parroquias de Santo Stefano di Camastra, Capizzi, Caronia, Castel di Lucio, Mistretta, Motta d'Affermo, Reitano y Tusa.

## Historia
Los orígenes de la diócesis de Patti, heredera de la antigua diócesis de Tindari (erigida a inicios del siglo VI), se remontan a finales del siglo XI, cuando el conde Roger emprendió la reconquista de Sicilia, en poder de los árabes desde finales del siglo VIII. Roger fundó en Patti la abadía benedictina intitulada al Santísimo Salvador (1094), que estuvo unida a la que él mismo había fundado en la isla de Lípari, de modo que las dos abadías fueron gobernadas por un solo abad, Ambrogio, aunque tenían distintos priores.
El 14 de septiembre de 1131, el antipapa Anacleto II, con el apoyo de Roger II, erigió en diócesis las dos abadías, nombrando obispo al abad Giovanni. Sin embargo, estos actos fueron abrogados por el papa Inocencio II en 1139, en el curso del II Concilio de Letrán. El obispo Giovanni fue depuesto.
En 1157 el papa Eugenio III erigió las diócesis de Patti y de Lípari, unidas aeque principaliter y nombró al primer obispo, Gilberto. El papa Alejandro III en 1166 sujetó las dos diócesis a la sede metropolitana de Mesina.
En el siglo XIV, Lípari y Patti entraron a hacer parte de dos entidades políticas diversas, el Reino de Nápoles y el Reino de Sicilia, lo que llevó inevitablemente a la separación de las dos diócesis. De hecho, la unión permaneció hasta el 18 de abril de 1399, cuándo el papa Bonifacio IX, con el breve Dudum ex certis, separó las dos diócesis y transfirió el obispo Francesco Gattolo a la sede de Lípari, y nombró Francesco Hermemir para la sede de Patti. Con otra bula, el mismo papa debió determinar el territorio de ambas jurisdicciones, sobre las cuales los dos prelados habían encontrado motivo para pelearse. Con estas decisiones la diócesis de Patti incluyó los centros de Patti, Gioiosa, Librizzi, Montagnareale y Sorrentini y parte del territorio de San Salvatore di Fitalia.
En 1588 el obispo Gilberto Isfar y Corillas, destinando una renta estable para la educación de los clérigos, estableció el seminario diocesano, aunque el acta de fundación fue promulgada el 16 de diciembre de 1656 por el obispo Ludovico Alfonso de Los Cameros. En 1865 dos tercios del edificio del seminario fueron confiscados por el Estado, que también tomó posesión de cuatro conventos de Patti, para utilizarlos como escuelas, cuarteles y cementerio. Recién en 1924 el obispo Ferdinando Fiandaca ganó un proceso civil y recuperó parte de los edificios confiscados. Hasta la abolición del feudalismo en Sicilia, los obispos de Patti ejercían, sobre gran parte del territorio de la diócesis, los derechos y deberes de los señores feudales, y podían ostentar también los títulos de gran castellano de Patti, barón de Gioiosa Guardia, príncipe o Dinasta del Santissimo Salvatore y conde de Librizzi. En la época normanda, sueva y angevina, como lo demuestra la rica documentación del archivo histórico diocesano, la diócesis de Patti poseía un considerable patrimonio inmobiliario y territorial no sólo en la ciudad episcopal y en la diócesis, sino en toda la isla.ref>Luciano Catalioto, La città e il vescovato di Lipari-Patti tra XIV e XV secolo. Politica, economia, società in una sede monastico-episcopale della Sicilia aragonese., en Ante quam essent episcopi erant civitates: i centri minori dell'Italia Tardomedievale, Mesina, 2010, p. 238.</ref>
Entre los obispos más famosos de Patti se pueden mencionar: Pedro Tomás (1354-1359), quien tuvo importantes encargos de mediador entre los príncipes cristianos, y venerado como santo por los católicos; Arnaldo Albertin (1534-1544), que convocó el primer sínodo diocesano en 1537; Bartolomé Sebastián de Aroitia (1549-1567) y Gilberto Isfar y Corillas (157-1600), que fueron los principales obispos reformadores de la diócesis, al introducir las prerrogativas del concilio de Trento; Michelangelo Celesia (1860-1871), que a causa de los conflictos con el gobierno italiano no pudo nunca tomar posesión de la diócesis; entre otros; Antonio Mantiero, quien durante un breve período (1935-1936) ocupó también el cargo de prelado de Santa Lucía del Mela.
Con la bula Pro pastorali sollicitudine del papa Pío VII del 22 de marzo de 1822, que entró en vigor en 1824, la diócesis agrandó notablemente el propio territorio con la anexión de 24 centros habitados sustraídos a la arquidiócesis de Mesina. El 20 de mayo de 1844 mediante la bula In suprema; anexó 10 centros habitados procedentes de las diócesis de Cefalú (Castelluccio, Mistretta, Motta d'Affermo, Pettineo, Reitano, Santo Stefano di Camastra, Tusa) y de Nicosia (Capizzi, Cesarò, San Teodoro). Desde entonces el territorio diocesano ha permanecido inmutable.
Giovanni Previtera, obispo de Patti desde 1888 a 1903, encargó y financió la renovación del antiguo santuario mariano de Tindari, cuyas obras se completaron después de su muerte. Fundó el Instituto Sagrada Familia para la educación de las jóvenes y el Banco Católico de Patti para la promoción del microcrédito y la asistencia social. Fundó la revista "Il tindari".
El 12 de junio de 1988 la diócesis recibió la visita pastoral del papa Juan Pablo II.

## Estadísticas
Según el Anuario Pontificio 2022 la diócesis tenía a fines de 2021 un total de 163 140 fieles bautizados.
| Año                                                                             | Población            | Población | Población      | Sacerdotes | Sacerdotes    | Sacerdotes    | Bautizados por sacerdote | Diáconos permanentes | Religiosos | Religiosos | Parroquias |
| Año                                                                             | Bautizados católicos | Total     | % de católicos | Total      | Clero secular | Clero regular | Bautizados por sacerdote | Diáconos permanentes | Varones    | Mujeres    | Parroquias |
| ------------------------------------------------------------------------------- | -------------------- | --------- | -------------- | ---------- | ------------- | ------------- | ------------------------ | -------------------- | ---------- | ---------- | ---------- |
| 1950                                                                            | 217 850              | 218 000   | 99.9           | 207        | 183           | 24            | 1052                     |                      | 31         | 142        | 71         |
| 1970                                                                            | 200 000              | 200 000   | 100.0          | 170        | 147           | 23            | 1176                     |                      | 28         | 203        | 82         |
| 1980                                                                            | 166 900              | 168 600   | 99.0           | 159        | 145           | 14            | 1049                     |                      | 17         | 154        | 83         |
| 1990                                                                            | 169 500              | 171 600   | 98.8           | 142        | 131           | 11            | 1193                     |                      | 14         | 123        | 84         |
| 1999                                                                            | 160 000              | 164 000   | 97.6           | 134        | 127           | 7             | 1194                     | 1                    | 16         | 138        | 84         |
| 2000                                                                            | 160 000              | 164 000   | 97.6           | 134        | 127           | 7             | 1194                     |                      | 7          | 130        | 84         |
| 2001                                                                            | 160 000              | 164 000   | 97.6           | 132        | 125           | 7             | 1212                     |                      | 7          | 135        | 84         |
| 2002                                                                            | 160 000              | 164 000   | 97.6           | 129        | 125           | 4             | 1240                     |                      | 4          | 134        | 84         |
| 2003                                                                            | 160 000              | 164 000   | 97.6           | 126        | 122           | 4             | 1269                     |                      | 7          | 137        | 84         |
| 2004                                                                            | 160 000              | 164 000   | 97.6           | 120        | 116           | 4             | 1333                     |                      | 7          | 136        | 84         |
| 2013                                                                            | 161 400              | 166 400   | 97.0           | 113        | 113           |               | 1428                     |                      |            | 120        | 84         |
| 2016                                                                            | 164 700              | 169 800   | 97.0           | 106        | 106           |               | 1553                     |                      |            | 87         | 84         |
| 2019                                                                            | 163 760              | 168 900   | 97.0           | 106        | 106           |               | 1544                     |                      |            | 82         | 84         |
| 2021                                                                            | 163 140              | 168 260   | 97.0           | 107        | 107           |               | 1524                     |                      |            | 73         | 84         |
| Fuente: Catholic-Hierarchy, que a su vez toma los datos del Anuario Pontificio. |                      |           |                |            |               |               |                          |                      |            |            |            |

### Vida consagrada
No hay comunidades religiosas masculinas en Patti, en cambio, entre los instituto y sociedades de mujeres, presentes en ella, se encuentran: las Hijas del Oratorio, las Hermanas del Buen Amor, las Hijas de María Auxiliadora, entre otras.

## Episcopologio

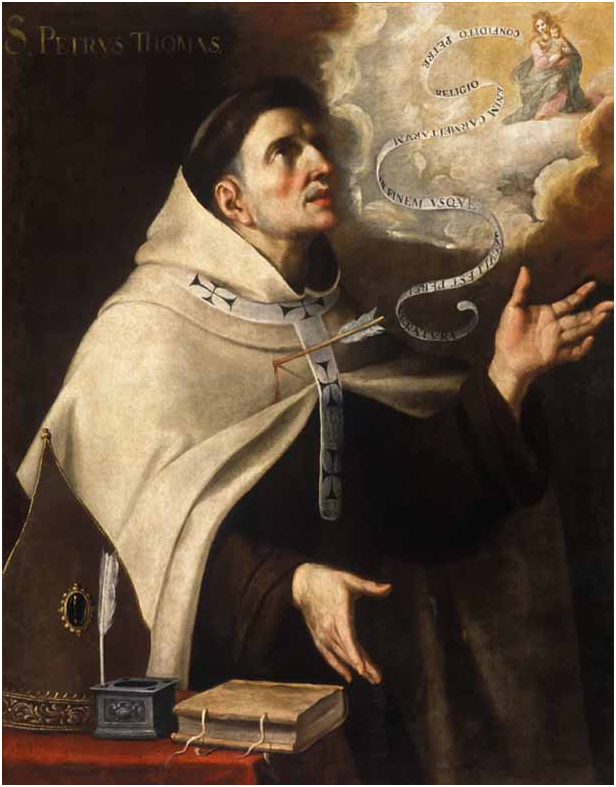
El religioso carmelita Pedro Tomás fue nombrado obispo de Patti en 1354. Hoy es venerado como santo en la Iglesia católica

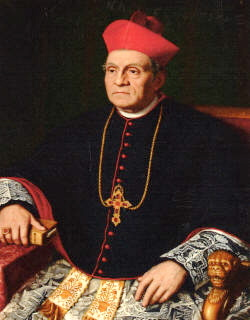
El cardenal Michelangelo Celesia fue obispo de Patti de 1860 a 1871

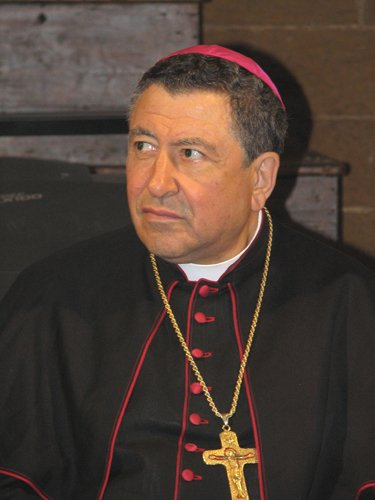
De 1978 a 1988, la sede de Patti fue gobernada por Carmelo Ferraro

- Giovanni I, O.S.B. † (1131-1139 depuesto) (antiobispo)

- Gilberto † (1157-después de 1166)
- Stefano, O.S.B. † (antes del 1179-después de 1201)[nota 1]
- Anselmo, O.S.B. † (antes de marzo de 1207-después de 1216)
- P., O.S.B. † (1219) (obispo electo)[nota 2]
- Giacomo † (antes de octubre de 1221-25 de septiembre de 1225 nombrado arzobispo de Capua)[nota 3]
- Pagano † (antes del 22 de septiembre de 1229-?)[nota 4]
- Gregorio Mustazio de Mesina † (circa 1232/1233) (obispo electo)
- Pandolfo I † (antes de febrero de 1235-después de 1244)[nota 5]
- Filippo † (antes de mayo de 1247-circa abril-mayo de 1255 falleció) 
  - Matteo Aldigerio † (28 de agosto de 1255-4 de noviembre de 1256) (administrador apostólico intruso)
  - Leone de Pando † (mencionado en 1260) (administrador apostólico intruso)
  - Bonconte di Pendenza † (3 de septiembre de 1261-16 de septiembre de 1265 renunció) (obispo intruso)
- Bartolomeo Varelli di Lentini, O.P. † (5 de enero de 1254[nota 6]-después del 27 de septiembre de 1283 falleció)[nota 7]
  - Matteo (Aldigerio?) † (mencionado en 1284) (administrador apostólico)
- Pandolfo II † (25 de febrero de 1286-después de 1296 falleció)
- Giovanni II † (31 de enero de 1304-1324 falleció)
- Pietro I, O.P. † (antes del 1325-?)
  - Francesco di Pietro † (1342-?) (obispo electo)[nota 8]
- Vincenzo, O.F.M. † (27 de noviembre de 1342-1346 falleció)
- Pietro II, O.F.M. † (15 de febrero de 1346-21 de enero de 1354 falleció)
- San Pietro Tommaso, O.Carm. † (16 de noviembre de 1354-10 de mayo de 1359 nombrado obispo de Corone)
- Giovanni Graffeo, O.F.M. † (17 de julio de 1360-? falleció)
- Ubertino di Corleone, O.F.M. † (28 de noviembre de 1373-1386 depuesto)
- Francesco, O.P. † (30 de mayo de 1386-18 de marzo de 1388 nombrado obispo de Mazara del Vallo)
- Ubertino di Corleone, O.F.M. † (16 de mayo de 1390-18 de agosto de 1397 nombrado obispo de Gaeta) (por segunda vez)[nota 9]
- Francesco Gattolo † (18 de diciembre de 1397-18 de abril de 1399 nombrado obispo de Lípari)
- Francesco Hermemir † (12 de mayo de 1399-1400 falleció)
- Paolo Oleni † (18 de julio de 1401-26 de junio de 1402 nombrado arzobispo de Oristán)
- Filippo Ferrerio o de Ferrario, O.Carm. † (8 de julio de 1402-4 de julio de 1414 nombrado obispo de Agrigento)
- Matteo de Catania, O.P. † (4 de julio de 1414-mayo de 1431 falleció)
  - Antonio Stabile, O.F.M. † (1431-1434 depuesto) (antiobispo)
  - Archito di Ventimiglia, O.F.M. † (31 de marzo de 1432-? falleció) (administrador apostólico)
- Giovanni Notarbartolo † (3 de octubre de 1435-1437 falleció)
- Giacomo Porzio † (18 de diciembre de 1437-21 de abril de 1449 nombrado arzobispo de Mesina)
  - Francesco Meloni † (?-4 de junio de 1449 nombrado obispo de Bosa) (obispo electo)
- Leonardo Goto † (20 de febrero de 1450-octubre de 1450 falleció)
- Corrado Caracciolo † (3 de diciembre de 1451-1478 falleció)
- Giacomo di Santa Lucia, O.F.M. † (7 de julio de 1480-circa 1482 falleció)
- Juan de Aragón y Navarra † (24 de octubre de 1482-1 de octubre de 1484 nombrado obispo de Huesca)
- Giacomo Antonio Leofanti † (9 de febrero de 1486-enero de 1494 falleció)
- Juan Marques, O.P. † (16 de junio de 1494-abril de 1499 falleció)
- Miguel de Figueroa † (4 de septiembre de 1500-10 de mayo de 1517 falleció)
- Francisco de Urríes † (21 de junio de 1518-8 de junio de 1534 nombrado obispo de Urgel)
- Arnaldo Albertin † (12 de septiembre de 1534-7 de octubre de 1544 falleció)
- Gerolamo Sigismondi, O.S.B. † (14 de diciembre de 1545-1548 falleció)
- Bartolomé Sebastián de Aroitia † (9 de enero de 1549-1 de octubre de 1567 nombrado arzobispo de Tarragona)
- Antonio Maruriño de Pazos y Figueroa † (17 de septiembre de 1568-29 de octubre de 1578 renunció)
- Gilberto Isfar y Corillas † (23 de enero de 1579-15 de abril de 1600 falleció)
- Bonaventura Secusio, O.F.M. † (30 de abril de 1601-17 de agosto de 1605 nombrado arzobispo de Mesina)
- Juan de Rada, O.F.M. † (16 de enero de 1606-antes del 6 de enero de 1609 falleció)
- Vincenzo Napoli † (2 de diciembre de 1609-23 de agosto de 1648 falleció)
- Ludovico Ridolfi † (19 de julio de 1649-28 de octubre de 1649 falleció)
- Luca Conchiglia † (27 de febrero de 1651-octubre de 1652 falleció)
- Ludovico Alfonso de Los Cameros † (12 de enero de 1654-16 de octubre de 1656 nombrado arzobispo de Monreale)
- Simone Rau e Requesens † (8 de julio de 1658-20 de septiembre de 1659 falleció)
- Ignazio d'Amico † (31 de julio de 1662-15 de diciembre de 1666 nombrado obispo de Agrigento)
- Giovanni Antonio Geloso † (17 de junio de 1669-3 de noviembre de 1669 falleció)
- Vincenzo Maffia, O.P. † (20 de abril de 1671-16 de noviembre de 1674 falleció)
- Antonio Bighetti † (28 de marzo de 1678-mayo de 1678 falleció)
  - Vincenzo Paternò Cilestri † (1678-1678 falleció) (obispo electo)[nota 10]
- Francesco Martinelli † (22 de enero de 1680-3 de abril de 1681 falleció)
- Matteo Fazio, O.P. † (26 de enero de 1682-6 de septiembre de 1692 falleció)
- Giuseppe Migliaccio † (18 de mayo de 1693-24 de noviembre de 1698 nombrado arzobispo de Mesina)
- Francesco Girgenti, C.O. † (11 de abril de 1699-circa 1701 falleció)
- Ettore Algaria † (17 de diciembre de 1703-24 de julio de 1713 falleció)
  - Sede vacante (1713-1723)
- Pietro Galletti † (30 de agosto de 1723-28 de noviembre de 1729 nombrado obispo de Catania)
- Giacomo Bonanno, C.R. † (5 de mayo de 1734-28 de mayo de 1753 nombrado arzobispo de Monreale)
- Girolamo Gravina, C.R. † (10 de diciembre de 1753-17 de abril de 1755 falleció)
- Carlo Mineo † (16 de febrero de 1756-7 de septiembre de 1771 falleció)
- Salvatore Pisano † (14 de diciembre de 1772-14 de mayo de 1781 falleció)
- Raimondo Moncada, C.R. † (25 de febrero de 1782-18 de septiembre de 1813 falleció)
  - Sede vacante (1813-1816)
- Silvestro Todaro, O.F.M.Conv. † (22 de julio de 1816-21 de abril de 1821 falleció)
- Nicolò Gatto † (17 de noviembre de 1823-31 de diciembre de 1831 falleció)
- Giuseppe Saitta † (30 de septiembre de 1833-20 de junio de 1838 falleció)
  - Sede vacante (1838-1844)
- Martino Orsino † (25 de julio de 1844-8 de febrero de 1860 falleció)
- Michelangelo Celesia, O.S.B. † (23 de marzo de 1860-27 de octubre de 1871 nombrado arzobispo de Palermo)
- Carlo Vittore Papardo, C.R. † (27 de octubre de 1871-22 de noviembre de 1874 falleció)
- Giuseppe Maria Maragioglio, O.F.M.Cap. † (15 de marzo de 1875-20 de enero de 1888 falleció)
- Giovanni Previtera † (1 de junio de 1888-14 de febrero de 1903 falleció)
- Francesco Maria Traina † (22 de junio de 1903-17 de noviembre de 1911 falleció)
- Ferdinando Fiandaca † (10 de abril de 1912-1 de agosto de 1930 renunció[nota 11])
- Antonio Mantiero † (26 de septiembre de 1931-24 de agosto de 1936 nombrado obispo de Treviso)
- Angelo Ficarra † (12 de octubre de 1936-2 de agosto de 1957 renunció[nota 12])
- Giuseppe Pullano † (2 de agosto de 1957 por sucesión-30 de noviembre de 1977 falleció)
- Carmelo Ferraro (30 de marzo de 1978-3 de noviembre de 1988 nombrado obispo de Agrigento)
- Ignazio Zambito (12 de mayo de 1989-1 de febrero de 2017 retirado)
- Guglielmo Giombanco, desde el 1 de febrero de 2017